# Jüdenstraße 4

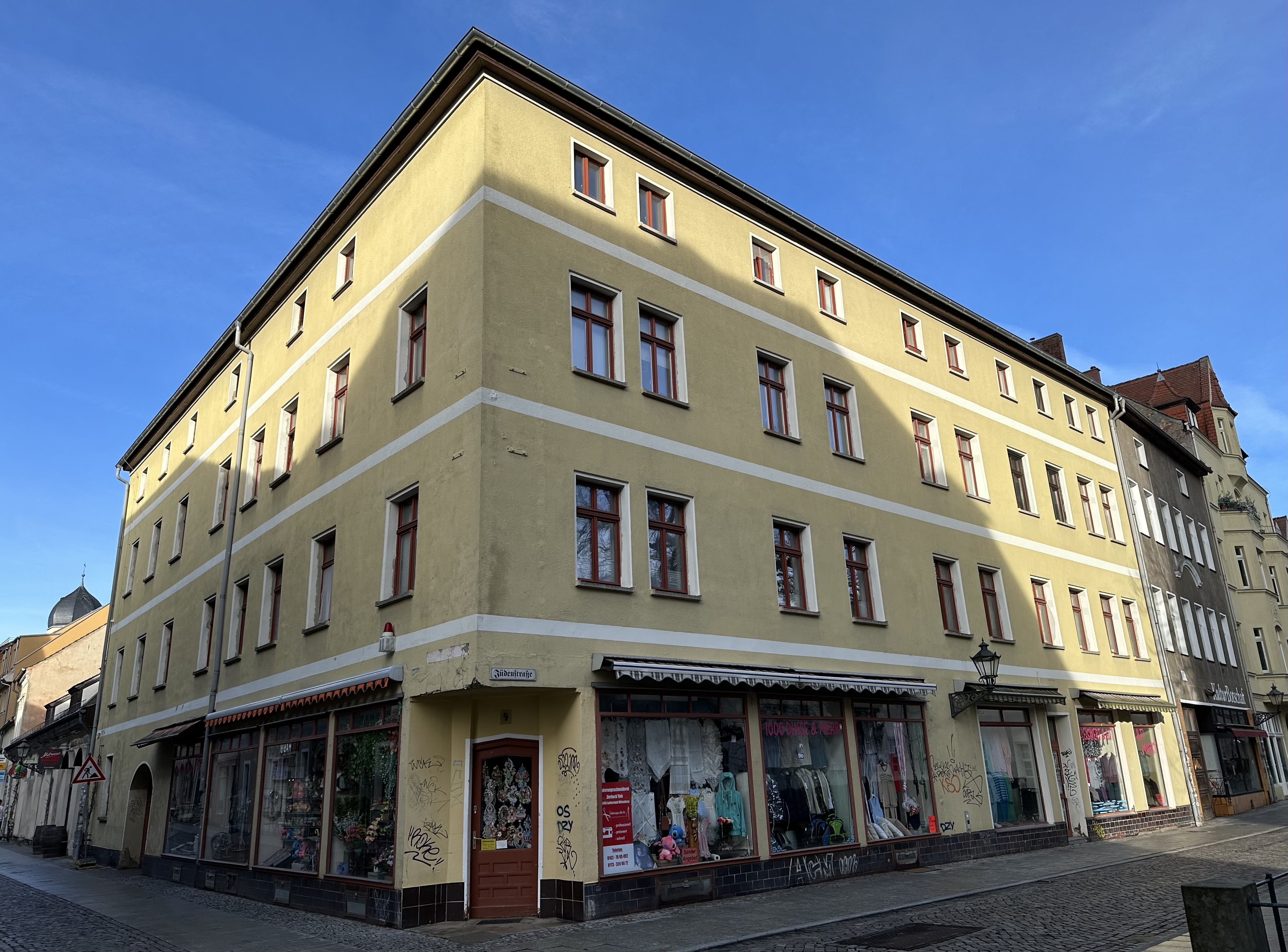
Jüdenstraße 4 im Jahr 2024

Die Jüdenstraße 4 ist ein denkmalgeschütztes Wohn- und Geschäftshaus in der Lutherstadt Wittenberg in Sachsen-Anhalt.

## Lage
Das Gebäude befindet sich im nördlichen Teil der Altstadt der Lutherstadt Wittenberg auf der Nordseite der Jüdenstraße in einer Ecklage zur westlich verlaufenden Bürgermeisterstraße.

## Architektur und Geschichte
Das heutige Gebäude entstand im 19. Jahrhundert als Ersatzbau für einen vermutlich aus dem 15. Jahrhundert stammenden massiven Vorgängerbau. Bauliche Reste des Altgebäudes wurden dabei in den Neubau einbezogen, so bestehen spätgotische Kreuzrippengewölbe in der Hofdurchfahrt und einem nördlich angrenzenden Raum. Der Neubau wurde unter Anwendung klassizistischer Maßverhältnisse errichtet. Später erfolgte jedoch durch Umbauten eine entstellende Überformung.
Im Denkmalverzeichnis des Landes Sachsen-Anhalt ist das Wohn- und Geschäftshaus unter der Erfassungsnummer 094 35922 als Baudenkmal verzeichnet.